# الكنيسة القبطية الأرثوذكسية في أستراليا
تنقسم الكنيسة القبطية الأرثوذكسية في أستراليا إلى أبرشيتان، وتضم 64 كنيسة وثلاثة أديرة وكليتين لاهوتيتين وأربع مدارس. رئيس دير الأنبا شنودة رئيس المتوحدين هو الأنبا دانيال. الكنيسة عضو في المجلس الوطني للكنائس في أستراليا. وفقًا لتعداد عام 2006 في أستراليا، كان هناك ما مجموعه 19،928 من أتباع الأقباط الأرثوذكس على الصعيد الوطني.[بحاجة لمصدر] تضم الكنيسة حاليًا 100.000 عضو في أستراليا (في سيدني وحدها يقدر أن هناك 70.000 قبطي، وفي ملبورن عشرات الآلاف).

## أبرشيات
- أبرشية ملبورن والمناطق التابعة لها تحت رئاسة البابا تواضروس الثاني، وتضم الأبرشية مناطق فيكتوريا، تسمانيا، جنوب أستراليا، أستراليا الغربية، إقليم العاصمة الأسترالية، نيوزيلندا، فيجي
- أبرشية سيدني والمناطق التابعة لها بقيادة الأسقف الأنبا دانيال منذ عام 2002.[5][6] وتضم الأبرشية مناطق نيو ساوث ويلز، كوينزلاند، الإقليم الشمالي، تايلاند، سنغافورة، ماليزيا، اليابان، البر الرئيسي للصين، إندونيسيا